# Крупово (Лидский район)
Крупово (бел. Кру́пава) — агрогородок в Лидском районе Гродненской области Беларуси. В составе Дитвянского сельсовета.

## География
Расположен в 6 км в направлении на северо-запад от Лиды, 112 км от Гродно, 6 км от железнодорожной станции Гутно. Пролегают дороги Н-6020 и Н-6181.
Ближайшие населённые пункты Верх-Крупово, Новицкие, Обрубы и др.

### Гидрография
Около реки Крупка (приток Дитвы).

## История
В 1885 году Крупово деревня бывшая владельческая и государственная, дворов 11, жителей 114, костёл, в Лидской волости Лидского уезда Виленской губернии Российской империи
С 1954 — 06.10.1994 центр Круповского сельсовета.
В 2009 году деревня Крупово преобразована в агрогородок.
До 17 марта 2023 года в составе Круповского сельсовета.

## Население

### Численность
- 2019 год — 622 жителей

### Динамика
- 1998 год — 519 жителей, 172 дворов[3]
- 1999 год — 529 жителей (перепись населения)
- 2009 год — 587 жителей (перепись населения)[4]
- 2019 год — 622 жителей (перепись населения)

## Галерея

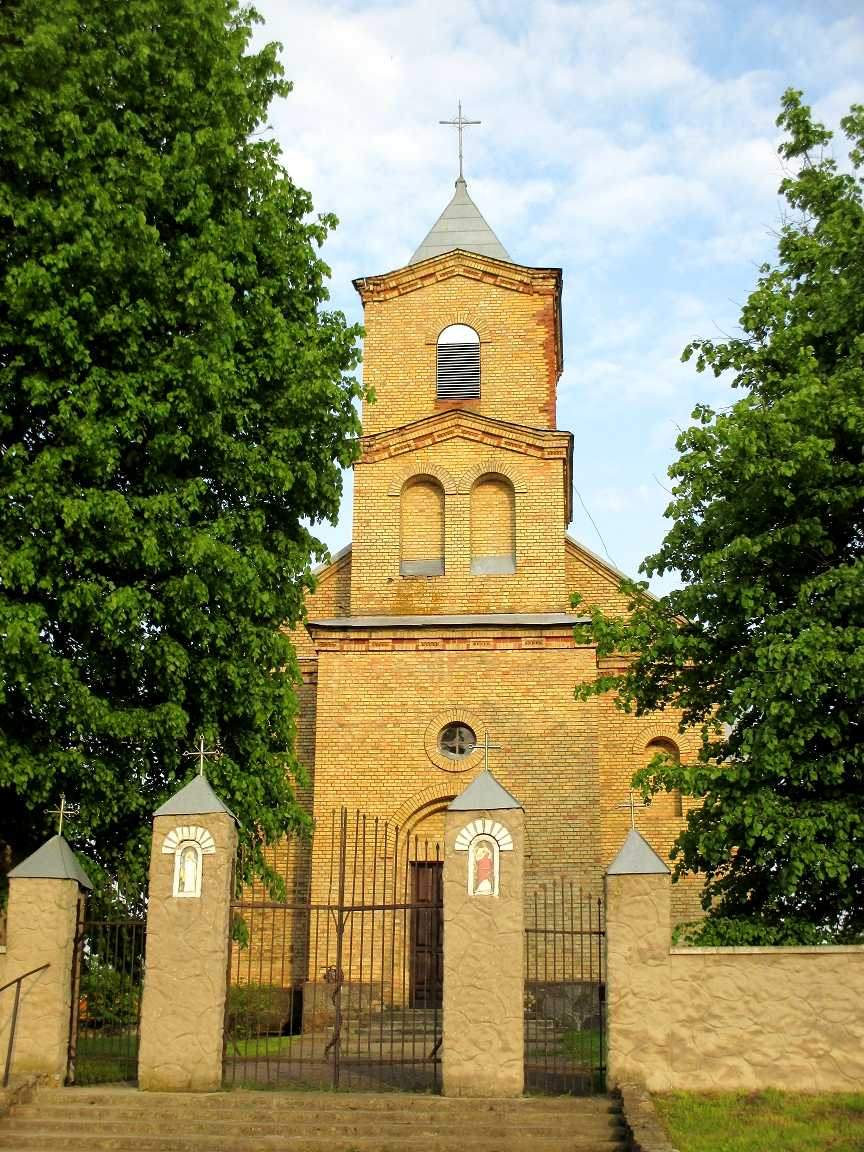
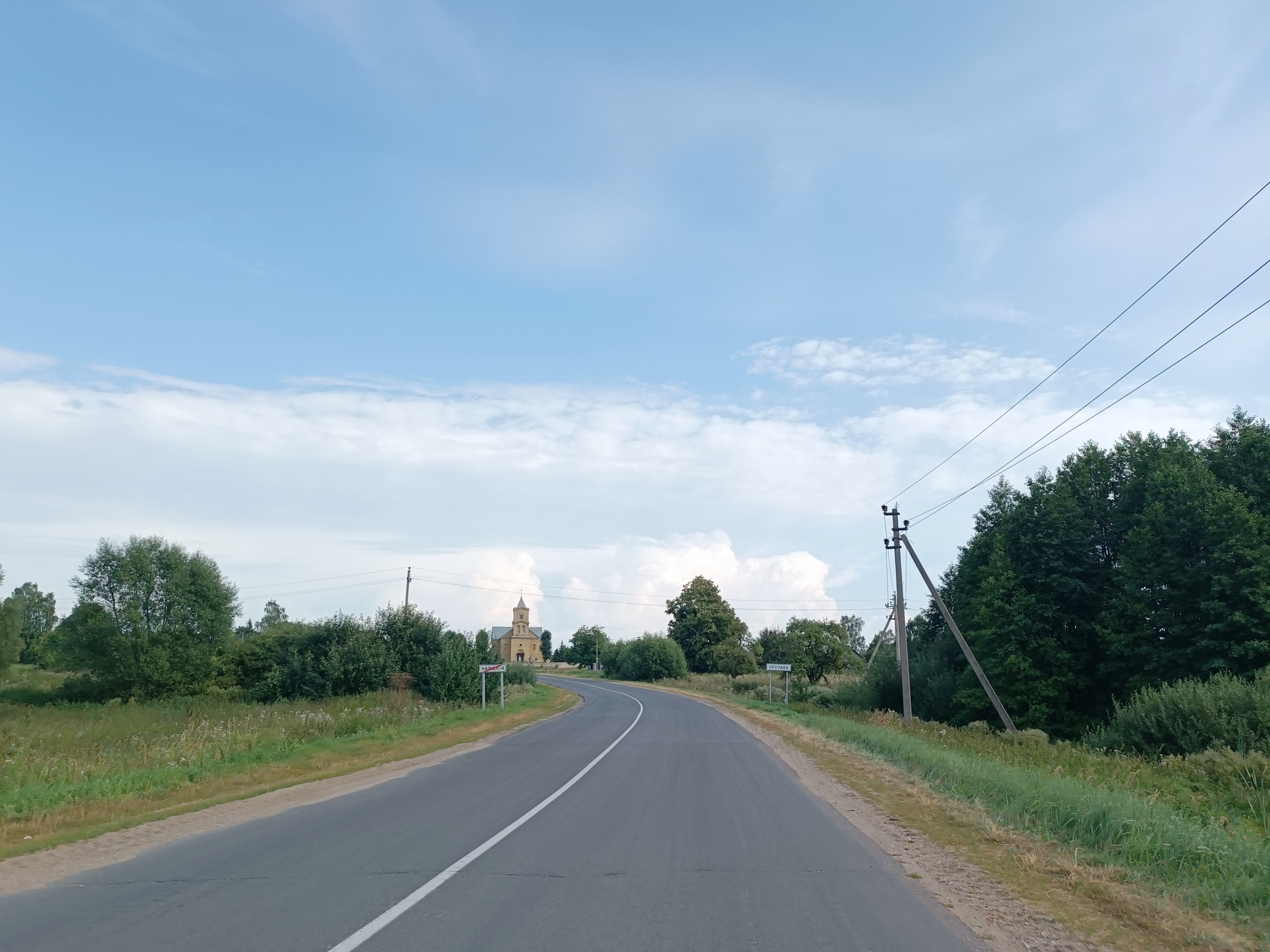
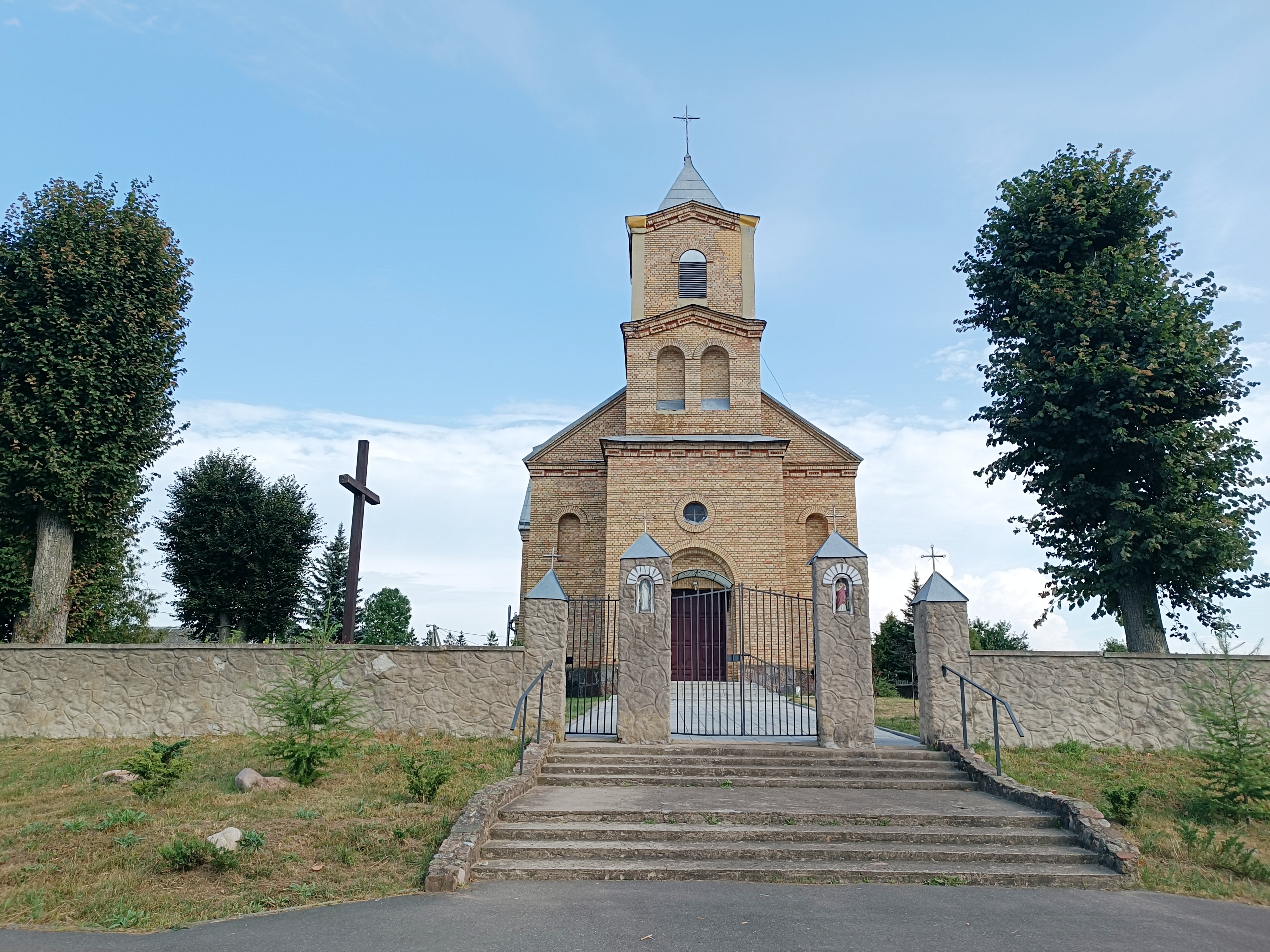
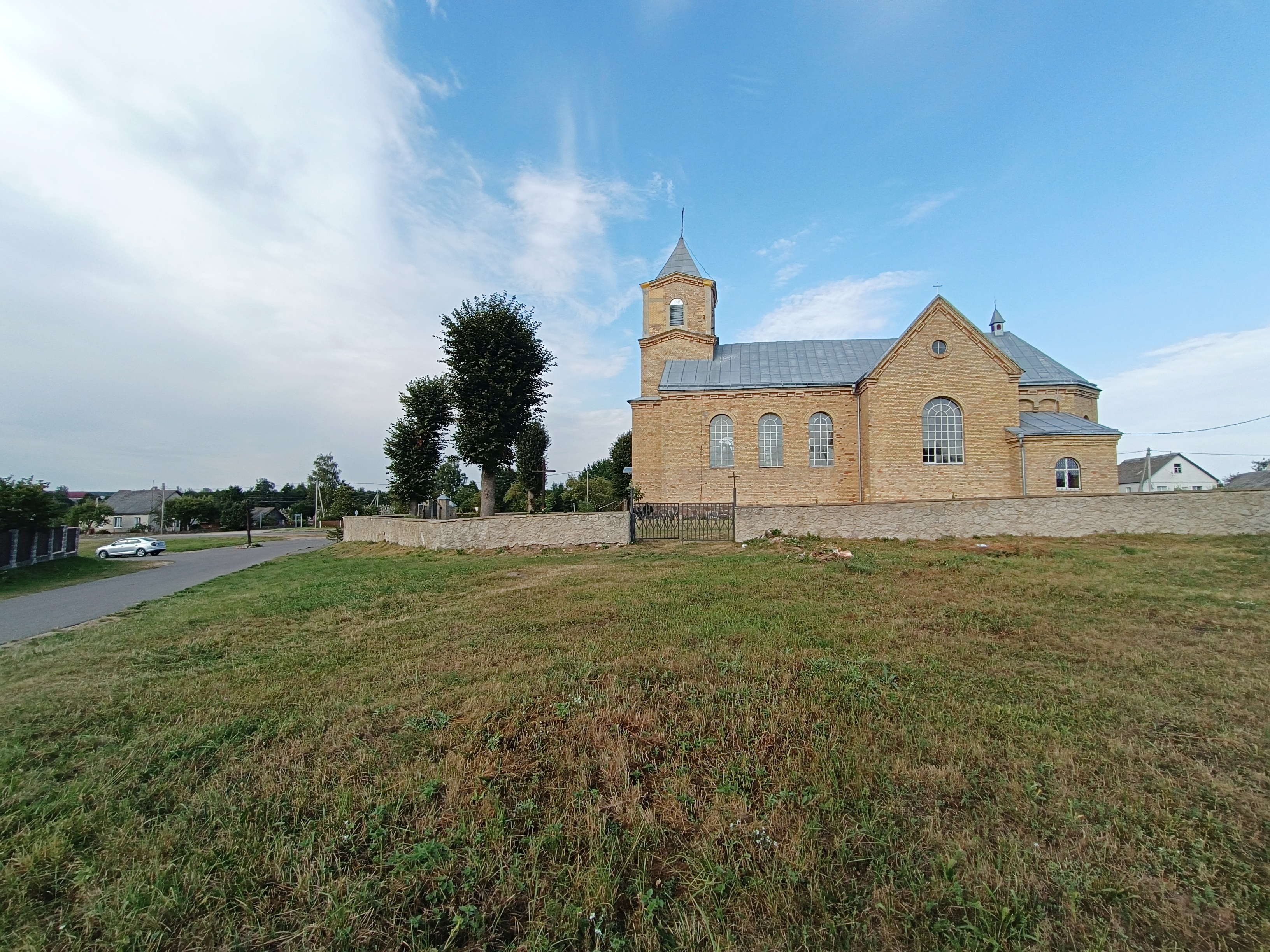
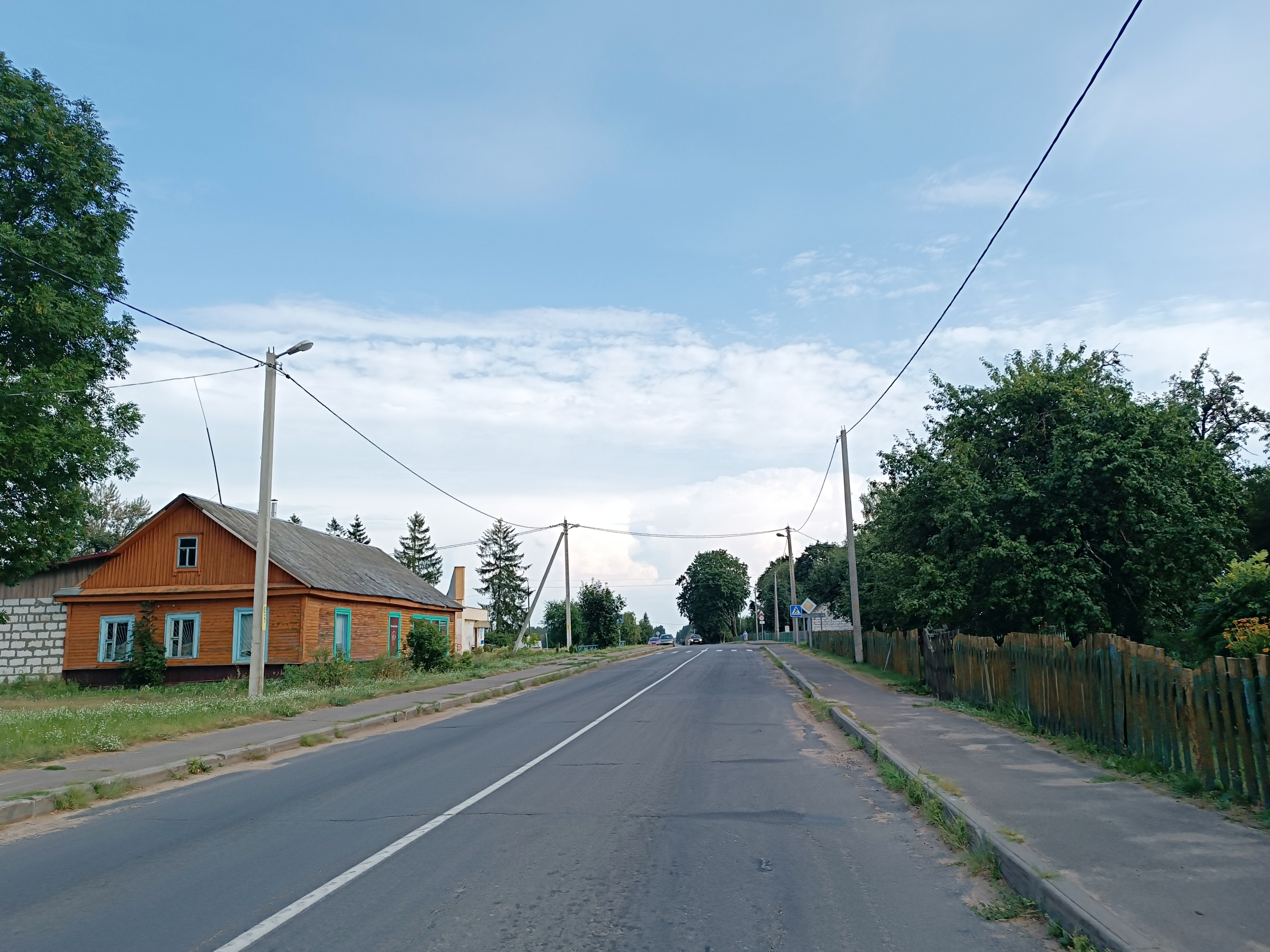
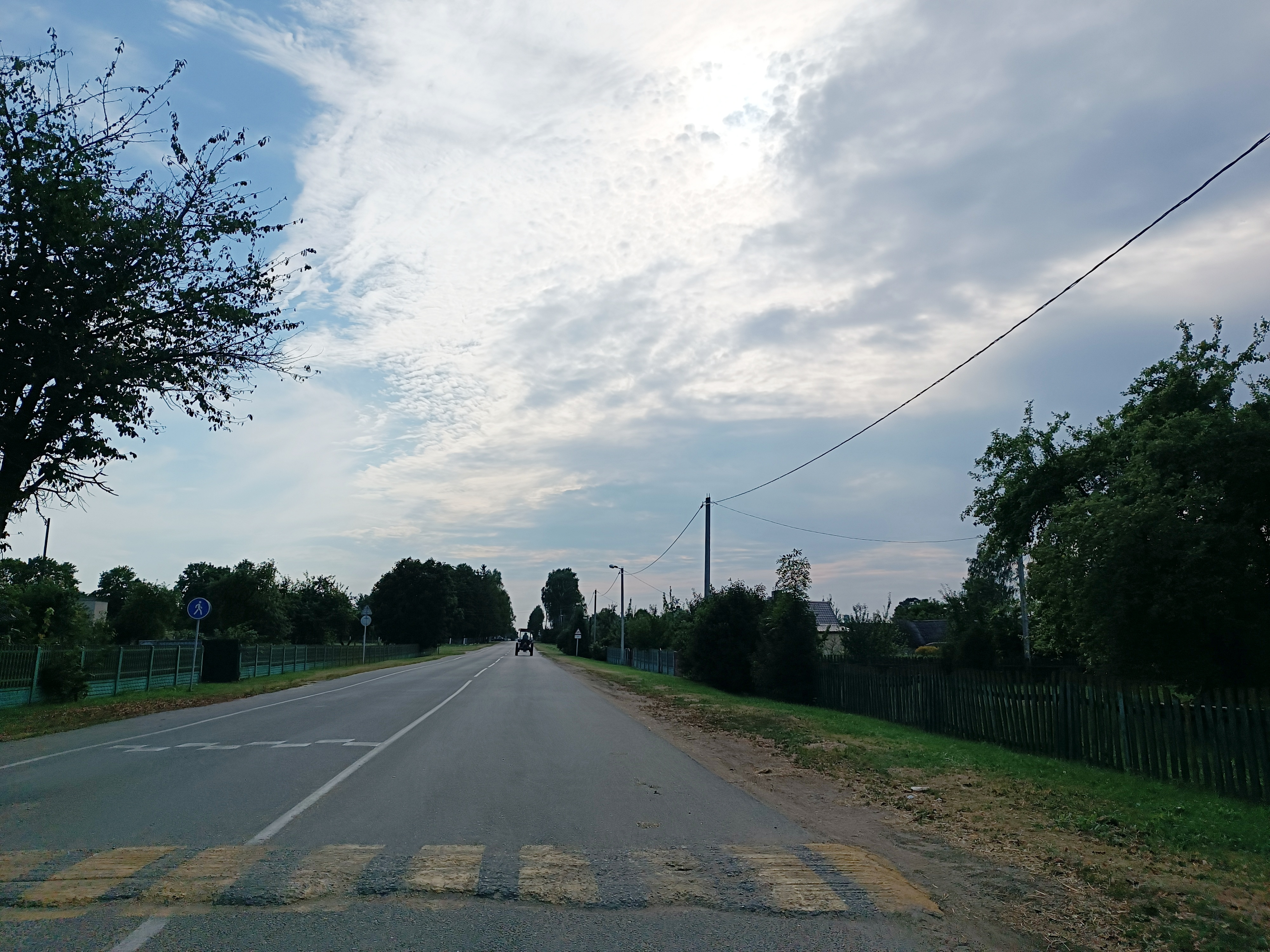
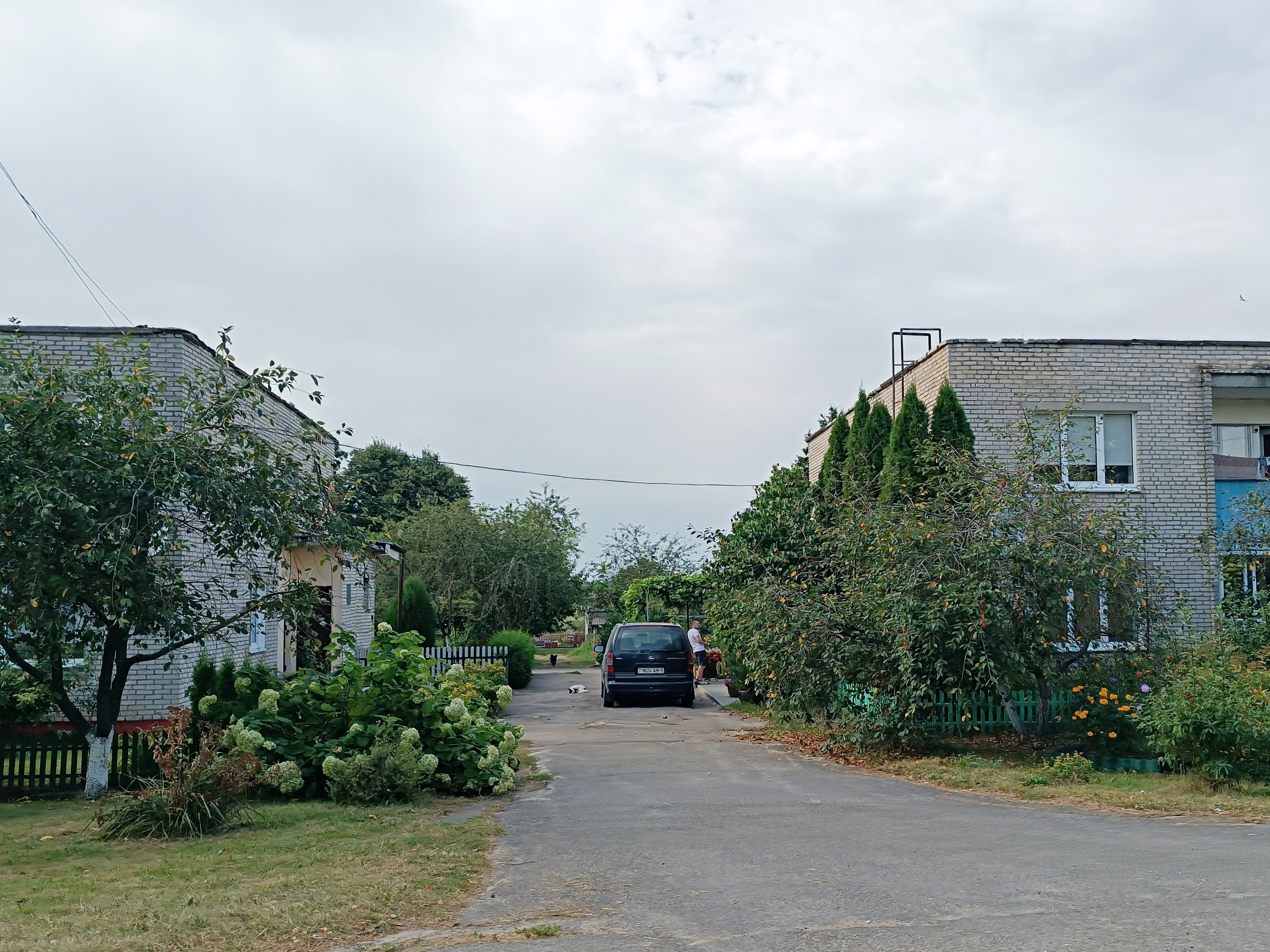
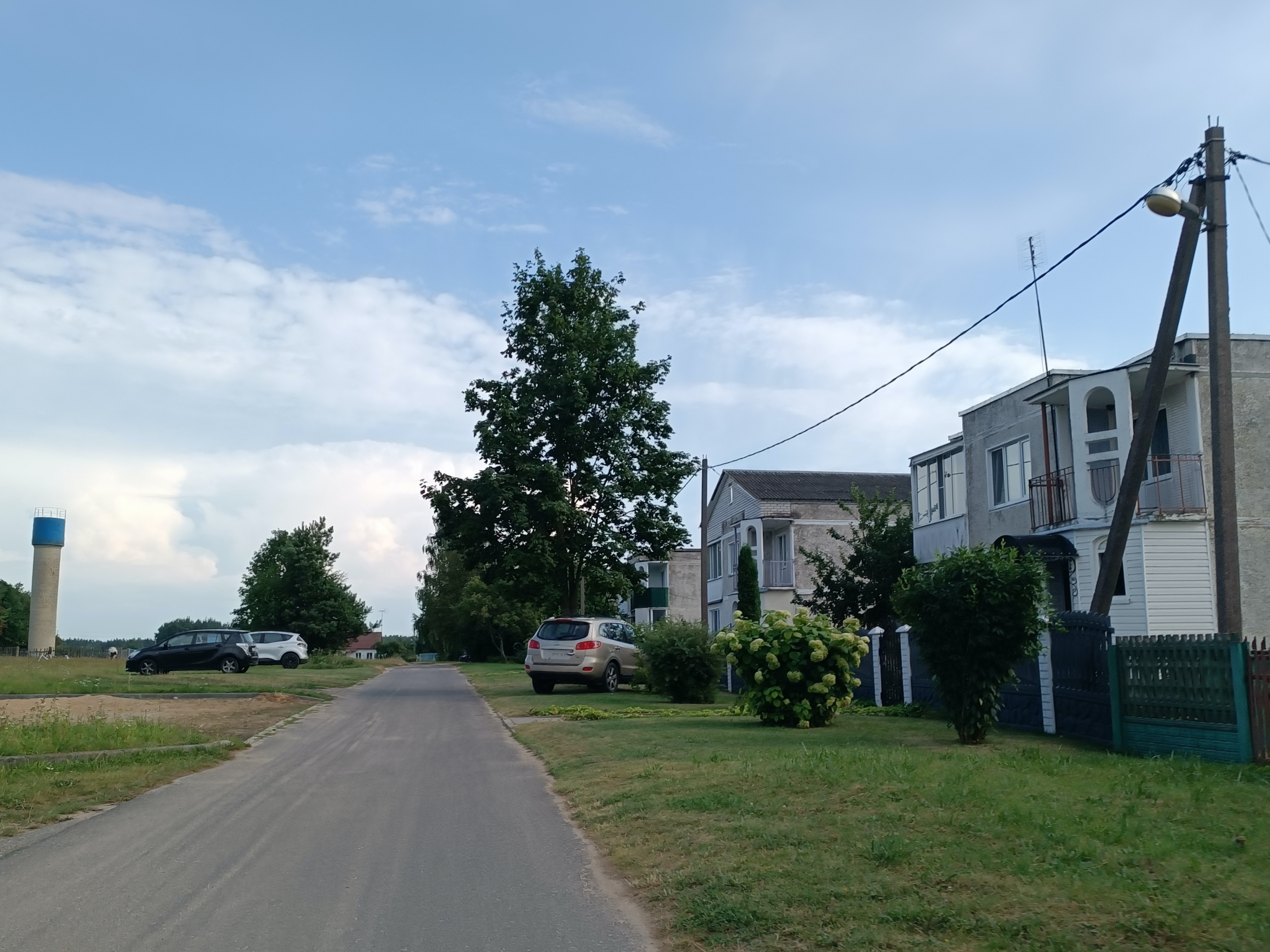
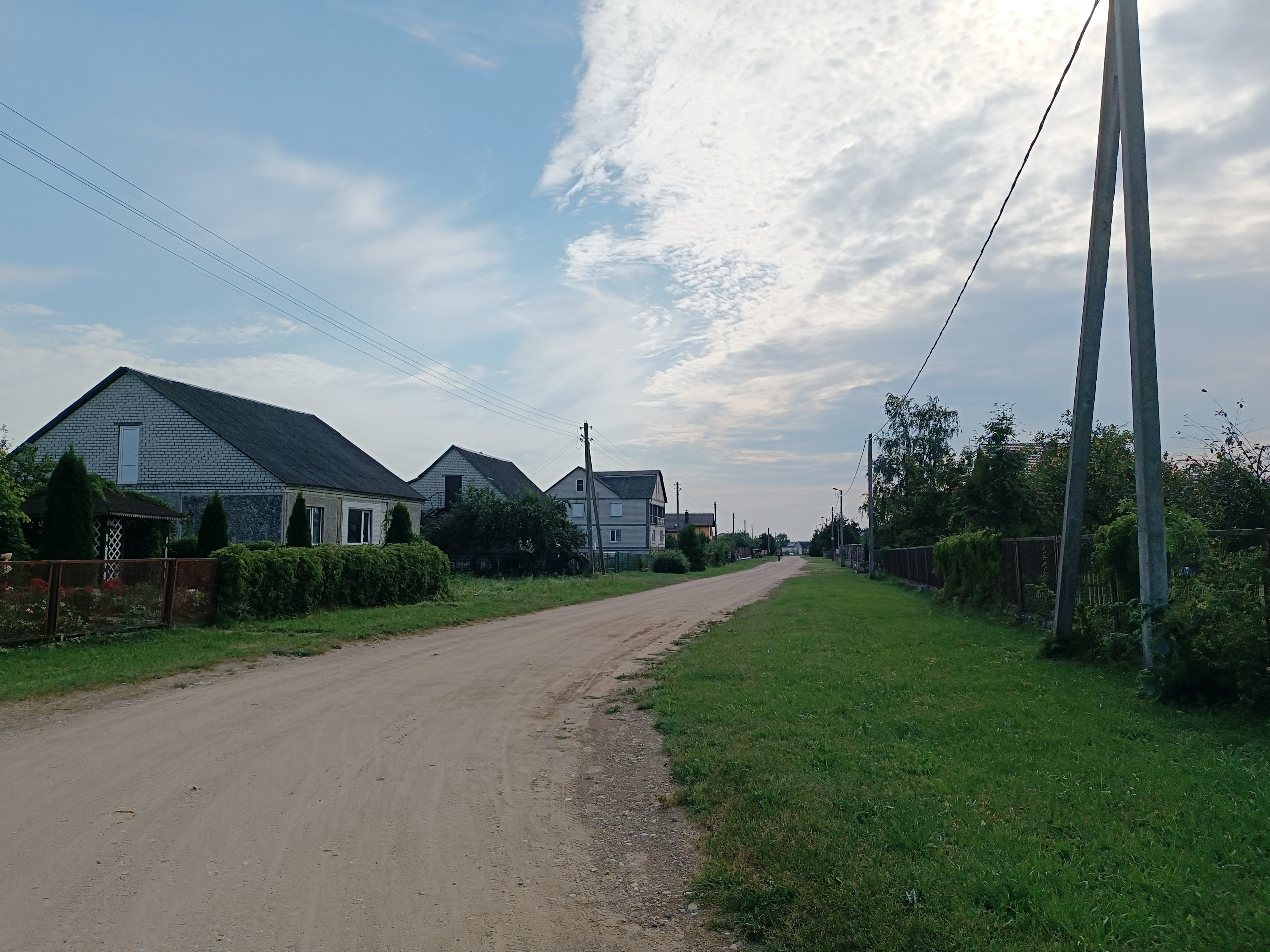
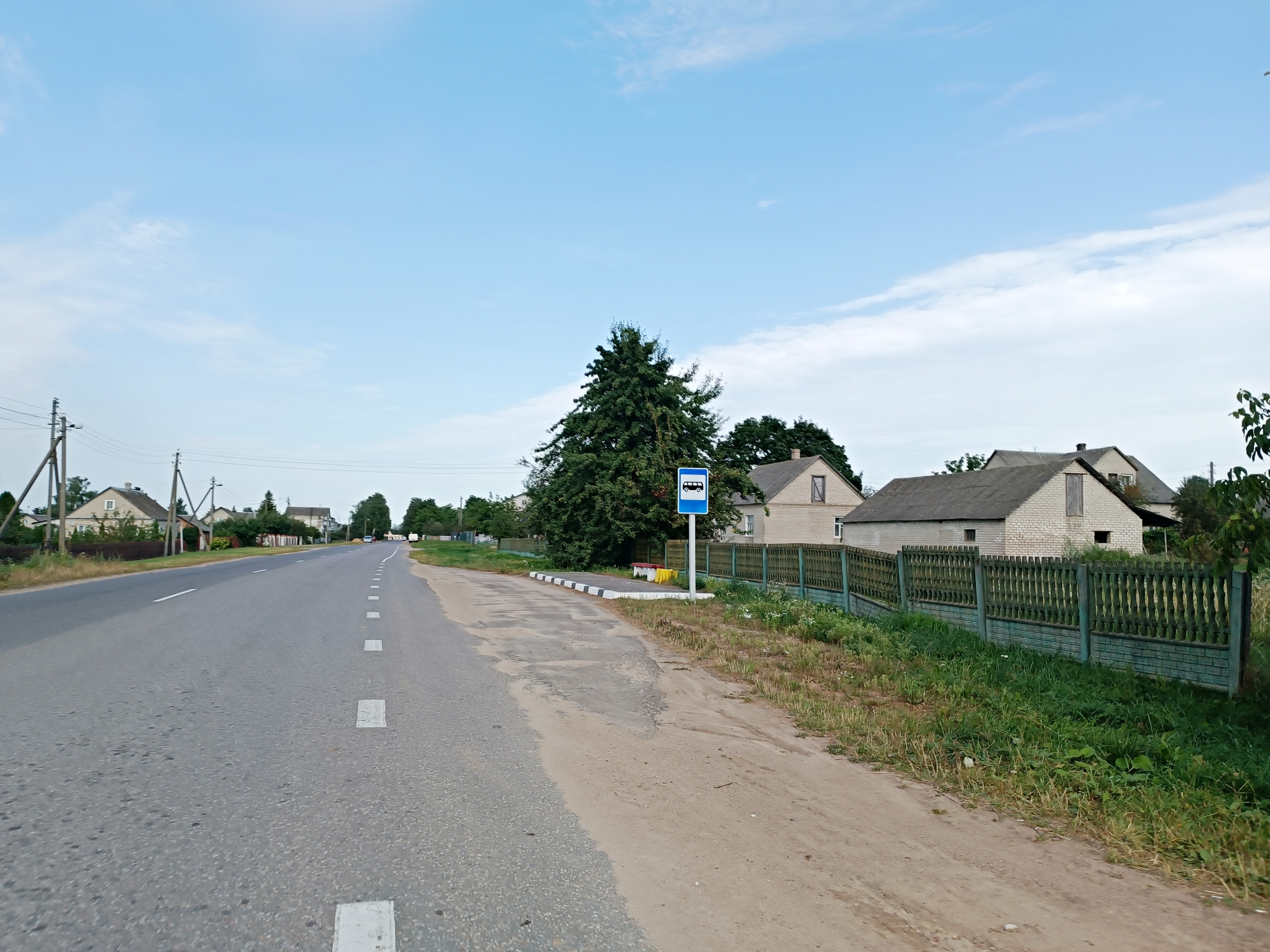
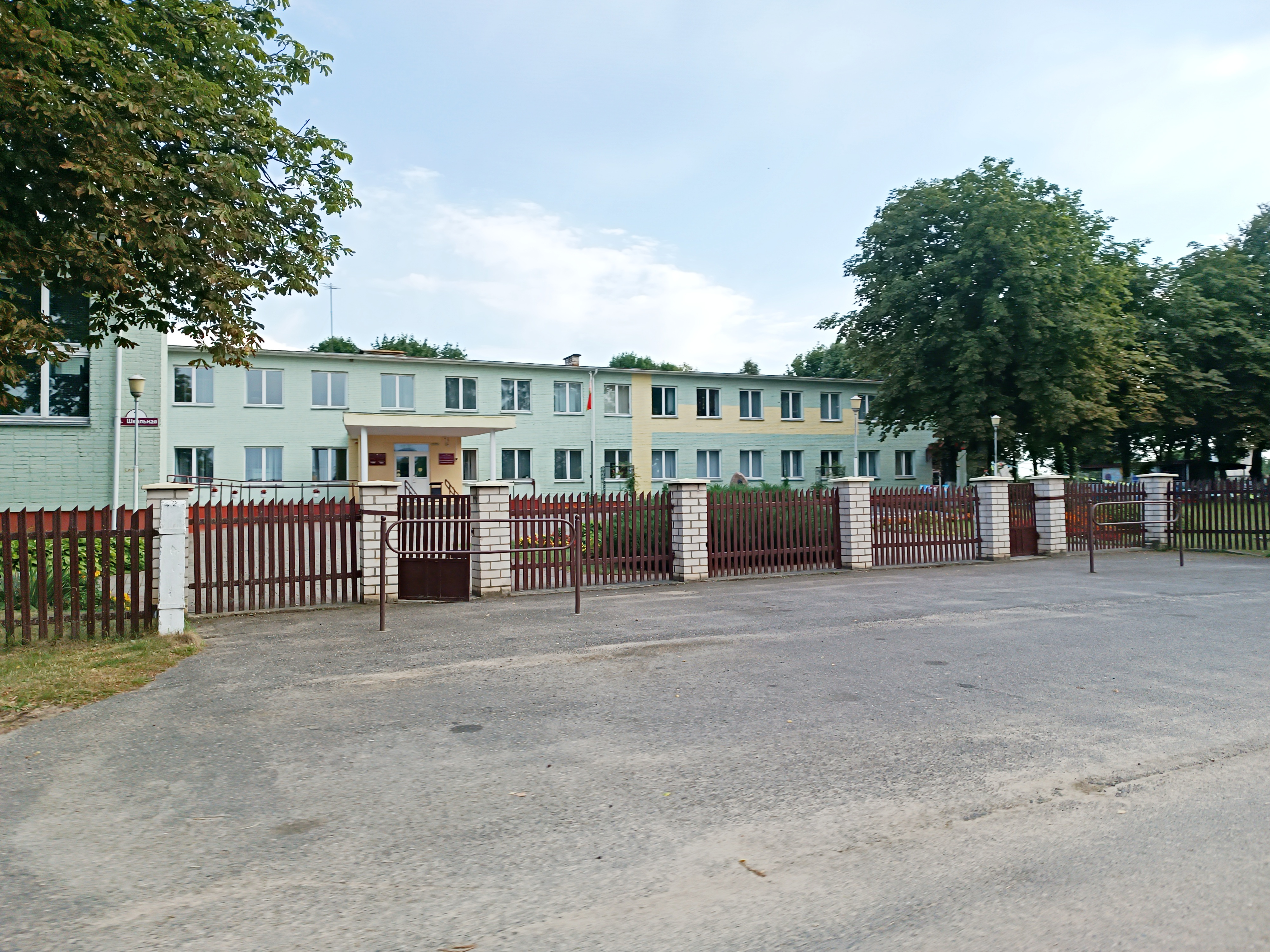
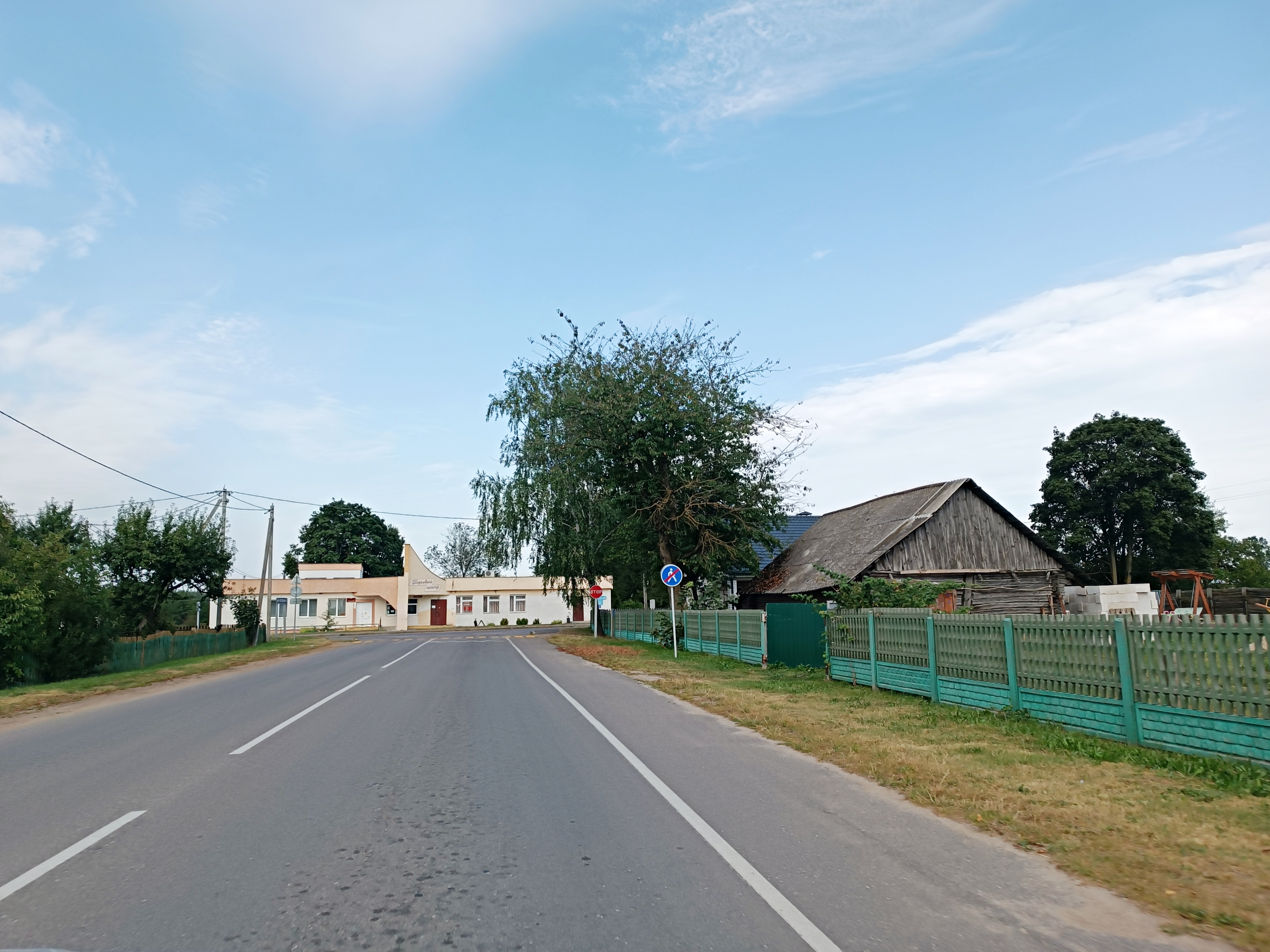

## Улицы
- Болдышева
- Восточная
- Игната Домейко
- Озёрная
- Садовая и др.

## Культура
- Дом культуры
- Библиотека

## Достопримечательность
- Костёл Святой Троицы (1928)
- Обелиск в честь Игната Домейко